# Catalogo Gliese
Il Catalogo Gliese o Catalogue of Nearby Stars (CNS), in italiano catalogo delle stelle vicine, è un catalogo stellare creato con lo scopo di classificare tutte le stelle situate entro 20 parsec dalla Terra secondo la loro ascensione retta. 

La sua compilazione è dovuta a Wilhelm Gliese, con la collaborazione successiva di Hartmut Jahreiß, infatti è anche noto come Catalogo Gliese-Jahreiß.
La prima edizione del catalogo risale al 1957  e contiene 915 stelle singole e doppie (da Gl1 a Gl915). Questo catalogo fu aggiornato nel 1969  fino ad includere 1049 stelle. Per non alterare i numeri di catalogo della prima edizione senza infrangere la convenzione d'ordine basata sull'ascensione retta, la seconda edizione adotta una numerazione con il punto decimale. Tale edizione è comunemente nota con la sigla CNS2. 
Negli anni successivi sono state introdotte numerose estensioni del catalogo:
- Nel 1970, Richard van der Riet Woolley aggiunse 850 oggetti (da Wo9001 a Wo9850)[3], portando la distanza limite a 25 parsec.
- Nel 1979, Gliese e Jahreiß introdussero altri 452 oggetti, di cui 292 identificabili come stelle vicine (da GJ1001 a GJ1292) e 160 come probabili stelle vicine (da GJ2001 a GJ2160)[4]. La sigla GJ viene talvolta applicata in modo retroattivo anche agli oggetti del CNS2.
- Infine, nel 1991, Gliese e Jahreiß hanno pubblicato la Versione preliminare del terzo catalogo delle stelle vicine, che introduce 1388 nuovi oggetti, da GJ3001 a GJ4388[5]. (Questi oggetti non furono originariamente numerati dagli autori, e vengono talvolta indicati con la sigla NN, "no name".)

Il catalogo del 1991 è comunemente noto con la sigla CNS3 e nonostante sia "preliminare" non è stato ancora aggiornato.